# Fairey Pintail
Le Fairey Pintail était un prototype d’avion militaire de l'entre-deux-guerres réalisé au Royaume-Uni par Fairey Aviation Company. Conçu par Fairey comme avion de chasse et avion de reconnaissance pour la Royal Air Force, les seuls exemplaires vendus furent trois avions acquis par la Marine impériale japonaise.